# Daniel Elena
Daniel Elena (Principato di Monaco, 26 ottobre 1972) è un copilota di rally monegasco.

## Biografia
Elena è dal 1998 il co-pilota di Sébastien Loeb nel campionato del mondo rally, dal 2002 con la Citroën Xsara WRC, dal 2007 con la C4 WRC e dal 2011 con la DS3 WRC. In coppia con il pilota alsaziano si è aggiudicato i Mondiali 2004, 2005, 2006, 2007, 2008, 2009, 2010, 2011 e 2012. 
Ha debuttato nel 1993 come copilota dell'italiano Michel Gioffre e nel 1996 passò a gareggiare con Hervé Bernard.

## Vita privata
Elena è sposato, ha due figli e abita vicino a Losanna in Svizzera.

## Vittorie nel WRC
| Nº | Anno | Rally                                    | Pilota         | Vettura           | Squadra                     |
| -- | ---- | ---------------------------------------- | -------------- | ----------------- | --------------------------- |
| 1  | 2002 | 21º Rally di Germania                    | Sébastien Loeb | Citroën Xsara WRC | Automobiles Citroën         |
| 2  | 2003 | 71º Rally di Monte Carlo                 | Sébastien Loeb | Citroën Xsara WRC | Citroën Total               |
| 3  | 2003 | 22º Rally di Germania                    | Sébastien Loeb | Citroën Xsara WRC | Citroën Total               |
| 4  | 2003 | 45º Rally di Sanremo                     | Sébastien Loeb | Citroën Xsara WRC | Citroën Total               |
| 5  | 2004 | 72º Rally di Monte Carlo                 | Sébastien Loeb | Citroën Xsara WRC | Citroën Total               |
| 6  | 2004 | 53º Uddeholm Rally di Svezia             | Sébastien Loeb | Citroën Xsara WRC | Citroën Total               |
| 7  | 2004 | 32º Rally di Cipro                       | Sébastien Loeb | Citroën Xsara WRC | Citroën Total               |
| 8  | 2004 | 5º Rally di Turchia                      | Sébastien Loeb | Citroën Xsara WRC | Citroën Total               |
| 9  | 2004 | 23º Rally di Germania                    | Sébastien Loeb | Citroën Xsara WRC | Citroën Total               |
| 10 | 2004 | 17º Telstra Rally d’Australia            | Sébastien Loeb | Citroën Xsara WRC | Citroën Total               |
| 11 | 2005 | 73º Rally di Monte Carlo                 | Sébastien Loeb | Citroën Xsara WRC | Citroën Total               |
| 12 | 2005 | 35º Propecia Rally di Nuova Zelanda      | Sébastien Loeb | Citroën Xsara WRC | Citroën Total               |
| 13 | 2005 | 2º Supermag Rally di Sardegna            | Sébastien Loeb | Citroën Xsara WRC | Citroën Total               |
| 14 | 2005 | 33º Rally di Cipro                       | Sébastien Loeb | Citroën Xsara WRC | Citroën Total               |
| 15 | 2005 | 6º Rally di Turchia                      | Sébastien Loeb | Citroën Xsara WRC | Citroën Total               |
| 16 | 2005 | 52º Acropolis Rally di Grecia            | Sébastien Loeb | Citroën Xsara WRC | Citroën Total               |
| 17 | 2005 | 25º Rally di Argentina                   | Sébastien Loeb | Citroën Xsara WRC | Citroën Total               |
| 18 | 2005 | 24º Rally di Germania                    | Sébastien Loeb | Citroën Xsara WRC | Citroën Total               |
| 19 | 2005 | 49º Tour de Corse-Rally di Francia       | Sébastien Loeb | Citroën Xsara WRC | Citroën Total               |
| 20 | 2005 | 41º RallyRACC Catalunya-Costa Daurada    | Sébastien Loeb | Citroën Xsara WRC | Citroën Total               |
| 21 | 2006 | 20º Corona Rally México                  | Sébastien Loeb | Citroën Xsara WRC | Kronos Total Citroën WRT    |
| 22 | 2006 | 42º RallyRACC Catalunya-Costa Daurada    | Sébastien Loeb | Citroën Xsara WRC | Kronos Total Citroën WRT    |
| 23 | 2006 | 50º Tour de Corse-Rally di Francia       | Sébastien Loeb | Citroën Xsara WRC | Kronos Total Citroën WRT    |
| 24 | 2006 | 26º Rally di Argentina                   | Sébastien Loeb | Citroën Xsara WRC | Kronos Total Citroën WRT    |
| 25 | 2006 | 3º Rally di Sardegna                     | Sébastien Loeb | Citroën Xsara WRC | Kronos Total Citroën WRT    |
| 26 | 2006 | 25º Rally di Germania                    | Sébastien Loeb | Citroën Xsara WRC | Kronos Total Citroën WRT    |
| 27 | 2006 | 3º Rally del Giappone                    | Sébastien Loeb | Citroën Xsara WRC | Kronos Total Citroën WRT    |
| 28 | 2006 | 34º Rally di Cipro                       | Sébastien Loeb | Citroën Xsara WRC | Kronos Total Citroën WRT    |
| 29 | 2007 | 75º Rally di Monte Carlo                 | Sébastien Loeb | Citroën C4 WRC    | Citroën Total WRT           |
| 30 | 2007 | 21º Corona Rally México                  | Sébastien Loeb | Citroën C4 WRC    | Citroën Total WRT           |
| 31 | 2007 | 41° Vodafone Rally di Portogallo         | Sébastien Loeb | Citroën C4 WRC    | Citroën Total WRT           |
| 32 | 2007 | 27º Rally di Argentina                   | Sébastien Loeb | Citroën C4 WRC    | Citroën Total WRT           |
| 33 | 2007 | 26º Rally di Germania                    | Sébastien Loeb | Citroën C4 WRC    | Citroën Total WRT           |
| 34 | 2007 | 43º RallyRACC Catalunya-Costa Daurada    | Sébastien Loeb | Citroën C4 WRC    | Citroën Total WRT           |
| 35 | 2007 | 51º Tour de Corse-Rally di Francia       | Sébastien Loeb | Citroën C4 WRC    | Citroën Total WRT           |
| 36 | 2007 | 1º Rally di Irlanda                      | Sébastien Loeb | Citroën C4 WRC    | Citroën Total WRT           |
| 37 | 2008 | 76º Rally di Monte Carlo                 | Sébastien Loeb | Citroën C4 WRC    | Citroën Total WRT           |
| 38 | 2008 | 22º Corona Rally México                  | Sébastien Loeb | Citroën C4 WRC    | Citroën Total WRT           |
| 39 | 2008 | 28° Rally di Argentina                   | Sébastien Loeb | Citroën C4 WRC    | Citroën Total WRT           |
| 40 | 2008 | 5º Rally di Sardegna                     | Sébastien Loeb | Citroën C4 WRC    | Citroën Total WRT           |
| 41 | 2008 | 55º BP Ultimate Acropoli Rally di Grecia | Sébastien Loeb | Citroën C4 WRC    | Citroën Total WRT           |
| 42 | 2008 | 58º Neste Oil Rally di Finlandia         | Sébastien Loeb | Citroën C4 WRC    | Citroën Total WRT           |
| 43 | 2008 | 27º Rally di Germania                    | Sébastien Loeb | Citroën C4 WRC    | Citroën Total WRT           |
| 44 | 2008 | 38º Repco Rally di Nuova Zelanda         | Sébastien Loeb | Citroën C4 WRC    | Citroën Total WRT           |
| 45 | 2008 | 44º RallyRACC Catalunya-Costa Daurdada   | Sébastien Loeb | Citroën C4 WRC    | Citroën Total WRT           |
| 46 | 2008 | 52º Tour de Corse-Rally di Francia       | Sébastien Loeb | Citroën C4 WRC    | Citroën Total WRT           |
| 47 | 2008 | 64º Wales Rally GB                       | Sébastien Loeb | Citroën C4 WRC    | Citroën Total WRT           |
| 48 | 2009 | 2° Rally di Irlanda                      | Sébastien Loeb | Citroën C4 WRC    | Citroën Total WRT           |
| 49 | 2009 | 3° Rally di Norvegia                     | Sébastien Loeb | Citroën C4 WRC    | Citroën Total WRT           |
| 50 | 2009 | 37º FxPro Rally di Cipro                 | Sébastien Loeb | Citroën C4 WRC    | Citroën Total WRT           |
| 51 | 2009 | 43° Vodafone Rally di Portogallo         | Sébastien Loeb | Citroën C4 WRC    | Citroën Total WRT           |
| 52 | 2009 | 29º Rally di Argentina                   | Sébastien Loeb | Citroën C4 WRC    | Citroën Total WRT           |
| 53 | 2009 | 45° RallyRACC Catalunya-Costa Daurada    | Sébastien Loeb | Citroën C4 WRC    | Citroën Total WRT           |
| 54 | 2009 | 65° Wales Rally GB                       | Sébastien Loeb | Citroën C4 WRC    | Citroën Total WRT           |
| 55 | 2010 | Rally Guanajuato Bicentenario            | Sébastien Loeb | Citroën C4 WRC    | Citroën Total WRT           |
| 56 | 2010 | 28° Rally di Giordania                   | Sébastien Loeb | Citroën C4 WRC    | Citroën Total WRT           |
| 57 | 2010 | Rally di Turchia 2010                    | Sébastien Loeb | Citroën C4 WRC    | Citroën Total WRT           |
| 58 | 2010 | 41° Rally di Bulgaria                    | Sébastien Loeb | Citroën C4 WRC    | Citroën Total WRT           |
| 59 | 2010 | 28° ADAC Rally di Germania               | Sébastien Loeb | Citroën C4 WRC    | Citroën Total WRT           |
| 60 | 2010 | 1° Rally di Alsazia                      | Sébastien Loeb | Citroën C4 WRC    | Citroën Total WRT           |
| 61 | 2010 | 46° RallyRACC Catalunya-Costa Daurada    | Sébastien Loeb | Citroën C4 WRC    | Citroën Total WRT           |
| 62 | 2010 | 66° Wales Rally GB                       | Sébastien Loeb | Citroën C4 WRC    | Citroën Total WRT           |
| 63 | 2011 | Rally Guanajuato México                  | Sébastien Loeb | Citroën DS3 WRC   | Citroën Total WRT           |
| 64 | 2011 | Rally di Sardegna 2011                   | Sébastien Loeb | Citroën DS3 WRC   | Citroën Total WRT           |
| 65 | 2011 | 31° Rally di Argentina                   | Sébastien Loeb | Citroën DS3 WRC   | Citroën Total WRT           |
| 66 | 2011 | 61° Neste Oil Rally di Finlandia 2011    | Sébastien Loeb | Citroën DS3 WRC   | Citroën Total WRT           |
| 67 | 2011 | 47° RallyRACC Catalunya-Costa Daurada    | Sébastien Loeb | Citroën DS3 WRC   | Citroën Total WRT           |
| 68 | 2012 | 80° Rally di Monte Carlo                 | Sébastien Loeb | Citroën DS3 WRC   | Citroën Total WRT           |
| 69 | 2012 | Rally Guanajuato México                  | Sébastien Loeb | Citroën DS3 WRC   | Citroën Total WRT           |
| 70 | 2012 | 32° Philips Rally di Argentina           | Sébastien Loeb | Citroën DS3 WRC   | Citroën Total WRT           |
| 71 | 2012 | 58° Rally dell’Acropoli                  | Sébastien Loeb | Citroën DS3 WRC   | Citroën Total WRT           |
| 72 | 2012 | 42° Brother Rally di Nuova Zelanda       | Sébastien Loeb | Citroën DS3 WRC   | Citroën Total WRT           |
| 73 | 2012 | 62° Neste Oil Rally di Finlandia         | Sébastien Loeb | Citroën DS3 WRC   | Citroën Total WRT           |
| 74 | 2012 | 30° ADAC Rally di Germania               | Sébastien Loeb | Citroën DS3 WRC   | Citroën Total WRT           |
| 75 | 2012 | 3° Rally di Alsazia                      | Sébastien Loeb | Citroën DS3 WRC   | Citroën Total WRT           |
| 76 | 2012 | 48° RallyRACC Catalunya-Costa Daurada    | Sébastien Loeb | Citroën DS3 WRC   | Citroën Total WRT           |
| 77 | 2013 | 81° Rally di Monte Carlo                 | Sébastien Loeb | Citroën DS3 WRC   | Citroën Total Abu Dhabi WRT |
| 78 | 2013 | 33° Philips Rally Argentina              | Sébastien Loeb | Citroën DS3 WRC   | Citroën Total Abu Dhabi WRT |
| 79 | 2018 | 54° RallyRACC Catalunya-Rally de Espana  | Sébastien Loeb | Citroën C3 WRC    | Citroën Total Abu Dhabi WRT |

## Risultati nel WRC
| 1998 | Scuderia | Vettura            |    |  |  |  |  |  |  |  |  |  |  |  |  |  |  |  | Punti | Pos. |
| ---- | -------- | ------------------ | -- |  |  |  |  |  |  |  |  |  |  |  |  |  |  |  | ----- | ---- |
| 1998 |          | Peugeot 106 Rallye | 36 |  |  |  |  |  |  |  |  |  |  |  |  |  |  |  | 0     |      |

| 1999 | Scuderia              | Vettura              |  |  |  |  |     |    |  |  |  |  |  |    |  |  |  |  | Punti | Pos. |
| ---- | --------------------- | -------------------- |  |  |  |  | --- | -- |  |  |  |  |  | -- |  |  |  |  | ----- | ---- |
| 1999 | Équipe de France FFSA | Citroën Saxo Kit Car |  |  |  |  | Rit | 19 |  |  |  |  |  | 21 |  |  |  |  | 0     |      |

| 2000 | Scuderia              | Vettura                                 |  |  |  |  |  |  |  |  |     |  |   |    |  |    |  |  | Punti | Pos. |
| ---- | --------------------- | --------------------------------------- |  |  |  |  |  |  |  |  | --- |  | - | -- |  | -- |  |  | ----- | ---- |
| 2000 | Équipe de France FFSA | Citroën Saxo Kit Car Toyota Corolla WRC |  |  |  |  |  |  |  |  | Rit |  | 9 | 10 |  | 38 |  |  | 0     |      |

| 2001 | Scuderia            | Vettura                                    |    |     |  |    |  |  |    |  |    |  |   |    |  |    |  |  | Punti | Pos. |
| ---- | ------------------- | ------------------------------------------ | -- | --- |  | -- |  |  | -- |  | -- |  | - | -- |  | -- |  |  | ----- | ---- |
| 2001 | Automobiles Citroën | Citr. Saxo Kit Car/S1600 Citroën Xsara WRC | 15 | Rit |  | 15 |  |  | 19 |  | 28 |  | 2 | 13 |  | 15 |  |  | 6     | 14º  |

| 2002 | Scuderia            | Vettura           |   |    |  |     |  |  |   |   |    |   |  |  |   |     |  |  | Punti | Pos. |
| ---- | ------------------- | ----------------- | - | -- |  | --- |  |  | - | - | -- | - |  |  | - | --- |  |  | ----- | ---- |
| 2002 | Automobiles Citroën | Citroën Xsara WRC | 2 | 17 |  | Rit |  |  | 7 | 5 | 10 | 1 |  |  | 7 | Rit |  |  | 18    | 10º  |

| 2003 | Scuderia      | Vettura           |   |   |     |   |     |     |   |   |   |   |   |    |   |   |  |  | Punti | Pos. |
| ---- | ------------- | ----------------- | - | - | --- | - | --- | --- | - | - | - | - | - | -- | - | - |  |  | ----- | ---- |
| 2003 | Citroën Total | Citroën Xsara WRC | 1 | 7 | Rit | 4 | Rit | Rit | 3 | 1 | 5 | 2 | 1 | 13 | 2 | 2 |  |  | 71    | 2º   |

| 2004 | Scuderia      | Vettura           |   |   |     |   |   |   |   |   |   |   |   |   |   |   |     |   | Punti | Pos. |
| ---- | ------------- | ----------------- | - | - | --- | - | - | - | - | - | - | - | - | - | - | - | --- | - | ----- | ---- |
| 2004 | Citroën Total | Citroën Xsara WRC | 1 | 1 | Rit | 4 | 1 | 2 | 1 | 2 | 4 | 1 | 2 | 2 | 2 | 2 | Rit | 1 | 118   | 1º   |

| 2005 | Scuderia      | Vettura           |   |     |   |   |   |   |   |   |   |   |   |   |   |   |   |     | Punti | Pos. |
| ---- | ------------- | ----------------- | - | --- | - | - | - | - | - | - | - | - | - | - | - | - | - | --- | ----- | ---- |
| 2005 | Citroën Total | Citroën Xsara WRC | 1 | Rit | 4 | 1 | 1 | 1 | 1 | 1 | 1 | 2 | 1 | 3 | 2 | 1 | 1 | Rit | 127   | 1º   |

| 2006 | Scuderia                 | Vettura           |   |   |   |   |   |   |   |   |   |   |   |   |  |  |  |  | Punti | Pos. |
| ---- | ------------------------ | ----------------- | - | - | - | - | - | - | - | - | - | - | - | - |  |  |  |  | ----- | ---- |
| 2006 | Kronos Total Citroën WRT | Citroën Xsara WRC | 2 | 2 | 1 | 1 | 1 | 1 | 1 | 2 | 1 | 2 | 1 | 1 |  |  |  |  | 112   | 1º   |

| 2007 | Scuderia          | Vettura        |   |   |    |   |   |   |     |   |   |   |   |   |   |     |   |   | Punti | Pos. |
| ---- | ----------------- | -------------- | - | - | -- | - | - | - | --- | - | - | - | - | - | - | --- | - | - | ----- | ---- |
| 2007 | Citroën Total WRT | Citroën C4 WRC | 1 | 2 | 14 | 1 | 1 | 1 | Rit | 2 | 3 | 1 | 2 | 1 | 1 | Rit | 1 | 3 | 116   | 1º   |

| 2008 | Scuderia          | Vettura        |   |     |   |   |    |   |   |   |   |   |   |   |   |   |   |  | Punti | Pos. |
| ---- | ----------------- | -------------- | - | --- | - | - | -- | - | - | - | - | - | - | - | - | - | - |  | ----- | ---- |
| 2008 | Citroën Total WRT | Citroën C4 WRC | 1 | Rit | 1 | 1 | 10 | 1 | 1 | 3 | 1 | 1 | 1 | 1 | 1 | 3 | 1 |  | 122   | 1º   |

| 2009 | Scuderia          | Vettura        |   |   |   |   |   |   |     |   |   |   |   |   |  |  |  |  | Punti | Pos. |
| ---- | ----------------- | -------------- | - | - | - | - | - | - | --- | - | - | - | - | - |  |  |  |  | ----- | ---- |
| 2009 | Citroën Total WRT | Citroën C4 WRC | 1 | 1 | 1 | 1 | 1 | 4 | Rit | 7 | 2 | 2 | 1 | 1 |  |  |  |  | 93    | 1º   |

| 2010 | Scuderia          | Vettura        |   |   |   |   |   |   |   |   |   |   |   |   |   |  |  |  | Punti | Pos. |
| ---- | ----------------- | -------------- | - | - | - | - | - | - | - | - | - | - | - | - | - |  |  |  | ----- | ---- |
| 2010 | Citroën Total WRT | Citroën C4 WRC | 2 | 1 | 1 | 1 | 3 | 2 | 1 | 3 | 1 | 5 | 1 | 1 | 1 |  |  |  | 276   | 1º   |

| 2011 | Scuderia          | Vettura         |    |    |    |   |    |    |   |   |    |     |     |    |     |  |  |  | Punti | Pos. |
| ---- | ----------------- | --------------- | -- | -- | -- | - | -- | -- | - | - | -- | --- | --- | -- | --- |  |  |  | ----- | ---- |
| 2011 | Citroën Total WRT | Citroën DS3 WRC | 62 | 12 | 21 | 3 | 13 | 13 | 2 | 1 | 21 | 101 | Rit | 13 | Rit |  |  |  | 222   | 1º   |

| 2012 | Scuderia          | Vettura         |   |    |    |     |   |   |    |    |   |   |   |     |    |  |  |  | Punti | Pos. |
| ---- | ----------------- | --------------- | - | -- | -- | --- | - | - | -- | -- | - | - | - | --- | -- |  |  |  | ----- | ---- |
| 2012 | Citroën Total WRT | Citroën DS3 WRC | 1 | 61 | 12 | Rit | 1 | 1 | 13 | 13 | 1 | 2 | 1 | Rit | 13 |  |  |  | 270   | 1º   |

| 2013 | Scuderia                    | Vettura         |   |   |  |  |   |  |  |  |  |  |     |  |  |  |  |  | Punti | Pos. |
| ---- | --------------------------- | --------------- | - | - |  |  | - |  |  |  |  |  | --- |  |  |  |  |  | ----- | ---- |
| 2013 | Citroën Total Abu Dhabi WRT | Citroën DS3 WRC | 1 | 2 |  |  | 1 |  |  |  |  |  | Rit |  |  |  |  |  | 68    | 8º   |

| 2015 | Scuderia                    | Vettura         |    |  |  |  |  |  |  |  |  |  |  |  |  |  |  |  | Punti | Pos. |
| ---- | --------------------------- | --------------- | -- |  |  |  |  |  |  |  |  |  |  |  |  |  |  |  | ----- | ---- |
| 2015 | Citroën Total Abu Dhabi WRT | Citroën DS3 WRC | 82 |  |  |  |  |  |  |  |  |  |  |  |  |  |  |  | 6     | 18º  |

| 2018 | Scuderia                    | Vettura        |  |  |   |     |  |  |  |  |  |  |  |    |  |  |  |  | Punti | Pos. |
| ---- | --------------------------- | -------------- |  |  | - | --- |  |  |  |  |  |  |  | -- |  |  |  |  | ----- | ---- |
| 2018 | Citroën Total Abu Dhabi WRT | Citroën C3 WRC |  |  | 5 | 142 |  |  |  |  |  |  |  | 13 |  |  |  |  | 43    | 13º  |

| 2019 | Scuderia                | Vettura               |   |   |  |   |  |    |     |  |  |  |  |  |   |  |  |  | Punti | Pos. |
| ---- | ----------------------- | --------------------- | - | - |  | - |  | -- | --- |  |  |  |  |  | - |  |  |  | ----- | ---- |
| 2019 | Hyundai Shell Mobis WRT | Hyundai i20 Coupe WRC | 4 | 7 |  | 8 |  | 34 | Rit |  |  |  |  |  | 4 |  |  |  | 51    | 11º  |

| 2020 | Scuderia                | Vettura               |   |  |  |  |    |  |  |  |  |  |  |  |  |  |  |  | Punti | Pos. |
| ---- | ----------------------- | --------------------- | - |  |  |  | -- |  |  |  |  |  |  |  |  |  |  |  | ----- | ---- |
| 2020 | Hyundai Shell Mobis WRT | Hyundai i20 Coupe WRC | 6 |  |  |  | 35 |  |  |  |  |  |  |  |  |  |  |  | 24    | 10º  |

| Legenda | 1º posto | 2º posto | 3º posto | A punti | Senza punti | Ritirato | Squalificato | NP=Non partito C=Gara cancellata | Apice=Power stage |